# Neudorf, Luzern
Neudorf är en ort i kommunen Beromünster i kantonen Luzern i Schweiz. Den ligger cirka 8 kilometer öster om Sursee och cirka 16 kilometer nordväst om Luzern. Orten har 1 464 invånare (2023).
Orten var före den 1 januari 2013 en egen kommun, men inkorporerades då i kommunen Beromünster.